# Emilio Esteban-Infantes y Martín
Emilio Esteban-Infantes y Martín (Toledo, 18 de mayo de 1892 - Madrid, 6 de septiembre de 1962) fue un militar español, compañero en la Academia de Infantería de Toledo de Francisco Franco y Juan Yagüe, que sirvió durante la guerra civil española, y más tarde en la Segunda Guerra Mundial como general de la Wehrmacht en la División Azul formada en su mayor parte por voluntarios españoles falangistas.

## Biografía
En 1907 ingresó en la Academia de Infantería de Toledo cuando mandaba dicha academia el Coronel Juan San Pedro y Cea, iniciando su carrera militar en el Protectorado Español de Marruecos, sirviendo a las órdenes del general Sanjurjo, en Melilla y Alhucemas. A los veinte años ya era capitán y por méritos de guerra llegó pronto a teniente coronel. En 1925 participó en el Desembarco de Alhucemas. En 1928 fue nombrado profesor de la Academia General Militar de Zaragoza. En 1932 participó en la sublevación del general Sanjurjo (véase la Sanjurjada).

### Guerra Civil
La rebelión militar le sorprendió en Madrid logrando incorporarse al bando sublevado en Burgos donde desempeñó la jefatura de Estado Mayor del Cuerpo de Ejército de Castilla. Fue jefe de Estado Mayor de las columnas de Somosierra y Navafría, jefe de la I Brigada de la División Soria, jefe de la III Brigada del Jarama, jefe de la I Brigada de la 13.ª División, jefe del Estado Mayor del Cuerpo de Ejército de Segovia y jefe del Estado Mayor del Cuerpo de Ejército de Castilla que compaginó con el de jefe de la V División de Navarra durante la Ofensiva de Brunete. Posteriormente, mandó la 81.ª División en la Batalla de Teruel y ocupó la Sierra de Javalambre. Asumió el mando de la V Brigada de Navarra y por su actuación recibió en recompensa la Medalla Militar.

### Posguerra
En mayo de 1940 ascendió a general de brigada desempeñando sucesivamente las jefaturas del Estado Mayor del Ejército de Marruecos y de la IV región Militar (Cataluña). Amigo del general Varela, pidió una y otra vez un destino en Rusia.

### Segunda Guerra Mundial
Sucedió al general Agustín Muñoz Grandes en el mando de la División Azul el 12 de diciembre de 1942, a las puertas de la Batalla de Krasni Bor. Fue condecorado por Hitler con la Cruz de Caballero de la Cruz de Hierro, siendo uno de los 43 no-alemanes que recibieron esa condecoración durante la Segunda Guerra Mundial. También recibió la Cruz Alemana en Oro. En la Batalla de Krasni Bor logró resistir la ofensiva del Ejército Rojo, que atacó a las tropas españolas con una fuerza muy superior y con el apoyo de tanques. Gracias a esta victoria, el Sitio de Leningrado pudo continuar durante un año más. Esteban Infantes fue ascendido, por méritos de guerra, a mayor general (general de división).

### Cargos militares durante el franquismo
Después de que la División Azul fuera disuelta en diciembre de 1943, regresó a España. Fue nombrado para los siguientes cargos: segundo jefe del Alto Estado Mayor, jefe de la 62.ª División, jefe de la 11.ª División y Capitán General de IX Región Militar. Fue nombrado presidente del Consejo Supremo de Justicia Militar y, sucesivamente, capitán general de la VII Región Militar, jefe del Estado Mayor del Ejército, entonces llamado Estado Mayor Central, y otra vez capitán general de la VII Región, pasando a desempeñar el cargo de jefe de la Casa Militar del jefe del Estado, general Francisco Franco. Cuando pasó a la reserva, desempeñó las funciones de director del Museo del Ejército y presidente del Consejo Superior Geográfico.
Además de los dos ascensos por méritos de guerra, a teniente coronel y general de división, y las condecoraciones antes citadas, Emilio Esteban-Infantes estaba en posesión de dos Medallas Militares Individuales y las de la Campaña de Marruecos, la de la Cruzada y la de la Campaña de Rusia. Era Caballero de la Legión de Honor de Francia y poseía condecoraciones de Portugal, Irán, Líbano y la medalla de la Coronación de la Reina de Inglaterra.
Ascendido al rango de teniente general en 1951, en 1962 pasó a la reserva.

## Obra
- Esteban-Infantes y Martín, Emilio (1956). La División Azul (Donde Asia empieza). Barcelona España: AHR. ISBN 978-84-337-0034-6.